# جان دان
جان دان (به انگلیسی: John Donne) (زاده ۲۱ ژانویه ۱۵۷۲ - درگذشته ۳۱ مارس ۱۶۳۱) شاعر، هجونویس، کشیش و وکیل انگلیسی و نماینده برجستهٔ شعرای ماوراءالطبیعی در دوران خود بود. آثارش به خاطر سبک واقع گرایانه و شهوانی جالب توجه‌است و غزل، اشعار عاشقانه، اشعار مذهبی، مرثیه، سرود، طنز و موعظه را شامل می‌شود. اشعارش به خاطر چالاکی زبان و استعاره‌های بدیع، خصوصاً در مقایسه با آثار هم عصرش قابل ملاحظه می‌باشد.
علیرغم اینکه تحصیل کرده بود و دارای استعداد در شعر، سالها در فقر زندگی کرد، و به دوستان ثروتمندی متکی بود. او بیشتر ثروتی را که به ارث برده بود در زمان تحصیل و بعد از آن در راه ادبیات، زن بازی، تفریح و سرگرمی و سفر خرج کرد در سال ۱۶۱۵ وی کشیش کلیسای انگلیس و در ۱۶۲۱ به ریاست کلیسای جامع سنت پاول در لندن منصوب شد.